# Scleroptila afra
Il francolino aligrigie (Scleroptila afra (Latham, 1790)) è un uccello galliforme della famiglia dei Fasianidi originario di Lesotho e Sudafrica.

## Descrizione

### Dimensioni
Misura circa 33 cm di lunghezza, per un peso di 354-410 g.

### Aspetto
Questo francolino ha il becco bruno-nerastro. L'iride è marrone, le zampe sono bruno-giallastre. La femmina è identica al maschio, ma è priva di speroni. Negli adulti, il cappuccio e la nuca mostrano una colorazione marrone scura con delle macchioline rosse. Il sopracciglio e i lati della testa e del collo sono di colore rossiccio opaco. La gola è biancastra con delle macchioline grigiastre che diventano più chiare sul mento. Una banda grigiastra scende lungo la parte posteriore del collo. Il petto è camoscio-fulvo con delle macchioline castane che formano una fascia abbastanza distinta. Il resto delle parti inferiori è ricoperto da vermicolature bianche e nere che contrastano fortemente con la colorazione del petto. I fianchi sono macchiati di castano. Le parti superiori sono bruno-grigiastre con striature camoscio e barre nere. Il groppone e le copritrici sopra-caudali hanno un aspetto più uniforme. Le ali mostrano una colorazione bruno-grigiastra con una leggera sfumatura rossiccia sulle primarie. La coda è grigio-brunastra con barre camoscio.
I giovani assomigliano agli adulti, ma hanno un piumaggio più opaco. Sono finemente barrati, piuttosto che maculati. Inoltre la gola è più bianca e i motivi che ornano le parti inferiori sono differenti.

### Voce
Il richiamo di segnalazione è molto caratteristico: è un fischio acuto e musicale che può essere trascritto come segue: wee-hee-hee, wee-pe-iou o squea-kee-oo, squee-kee-oo. Questo richiamo viene ripetuto più volte dopo una breve pausa. Le compagnie di questi uccelli lanciano delle note dolci e fischianti per tenersi in contatto. Quando si sentono scoperti, questi francolini emettono dei richiami di allarme potenti e striduli.

## Biologia
I francolini aligrigie vanno in cerca di cibo in piccole bande che si presume siano gruppi familiari. Tuttavia, assistiamo a volte a raduni più grandi nei punti in cui le risorse alimentari sono più abbondanti. Questi uccelli razzolano spesso sul terreno, scavando con i loro becchi per estrarre bulbi o tuberi. Sono attivi soprattutto all'alba e nel tardo pomeriggio. Nelle ore più calde della giornata si riposano e restano al riparo sotto i cespugli. A differenza di altre specie di francolini, prendono facilmente il volo quando vengono disturbati. Comunicano principalmente al mattino e di sera arrampicandosi su un piccolo monticello o su una scarpata rocciosa.

### Alimentazione
I francolini aligrigie sono soprattutto vegetariani e trovano il cibo nei piccoli cespugli che punteggiano il loro territorio. Come la maggior parte degli altri francolini, integrano la loro dieta consumando insetti e loro larve. Questi ultimi vengono mangiati più spesso durante il periodo di riproduzione, soprattutto quando le femmine nutrono i piccoli.

### Riproduzione
I francolini aligrigie sono monogami. Il nido è una piccola conca scavata nel terreno, ben nascosta sotto un ciuffo d'erba, e rivestita con foglie e piume. La femmina depone generalmente tra le 5 e le 7 uova, ma il loro numero può variare tra 3 e 10. Alcuni nidi possono contenere fino a 15 uova, ma in questi casi deve trattarsi senza dubbio degli sforzi congiunti di due femmine. Le uova sono di colore bruno-giallastro, a volte con alcune macchie marroni o grigie. La stagione di nidificazione si protrae da luglio a dicembre nella provincia del Capo e da agosto a marzo nel Natal, con un picco nella deposizione delle uova a novembre e dicembre.

## Distribuzione e habitat
Il francolino aligrigie è endemico del Sudafrica. In questo Paese, il suo areale si estende dal Transvaal sud-orientale, dallo Swaziland e dal nord del Natal, attraverso lo Stato Libero di Orange, fino alle province del Capo. La specie è monotipica, cioè non ne vengono riconosciute sottospecie.
I francolini aligrigie frequentano le praterie aperte ricoperte da cespugli non molto alti. Si trovano su pendii ondulati o sui crinali delle colline ad altitudini che variano tra 1 800 e 2 750 metri. Nel sud-ovest della provincia del Capo, vivono ad altitudini prossime al livello del mare.

## Conservazione
Tranne che nella provincia del Capo, dove è abbastanza diffusa, questa specie non è molto comune in tutto il suo areale. Nei luoghi in cui convive con il francolino alirosse, la densità di individui è piuttosto bassa, il che fa pensare che la competizione tra le due specie sia piuttosto forte. Il francolino aligrigie ha molti predatori, in particolare aquile rapaci (Aquila rapax) e falchi pellegrini. Le uova vengono spesso mangiate dalle manguste gialle (Cynictis penicillata), che uccidono anche le femmine quando covano. I francolini aligrigie ospitano diversi tipi di parassiti che colpiscono l'apparato digerente e sono spesso fatali per loro.